# 遜咖冒險王 (2021年電影)
是一部2021年美國電腦動畫喜劇片，改編自傑夫·肯尼的2007年兒童讀物《遜咖日記》，《遜咖冒險王》系列電影的第五部電影、首部動畫電影兼重啟之作。劇情講述小男孩葛瑞·赫夫雷充滿活潑想像力和發家致富的野心，但得先適應中學生活。電影由史溫頓·史考特執導，肯尼編劇兼製片。
本片由二十世紀動畫公司和色彩力量製作，二十世紀影業排定2021年12月3日上線Disney+。外界對本片的評價褒貶不一，主要稱讚電影的配音和動畫，批評則集中在片長過短且缺少原著和電影中的元素。

## 配音員
- 布雷迪·諾（Brady Noon）飾演葛瑞·赫夫雷（英语：Greg Heffley）
- 伊森·威廉·基爾德雷斯（Ethan William Childress）飾演羅利·傑夫森（Rowley Jefferson）
- 克里斯·達瑪托普拉斯飾演法蘭克·赫夫利（Frank Heffley）
- 艾瑞卡·塞拉（英语：Erica Cerra）飾演蘇珊·赫夫雷（Susan Heffley）
- 亨特·狄龍（Hunter Dillon）飾演羅德里克·赫夫雷（Rodrick Heffley）
- 克里斯汀·康佛瑞（英语：Christian Convery）飾演弗雷格利（Fregley）
- 薇達·馬哈拉（Veda Maharaj）飾演奇拉格·古普塔（Chirag Gupta）
- 比利·羅培茲（Billy Lopez）飾演安德伍先生（Mr. Underwood）
- 羅伯·莫隆尼（英语：Robert Moloney）飾演喬希（Joshie）
- 葛蕾絲·紐頓（Grace Newton）飾演曼妮·赫夫雷（Manny Heffley）
- 道尼·盧卡斯（英语：Donny Lucas）飾演漢弗萊斯先生（Mr. Humphreys）
- 賽勒斯·阿諾德（英语：Cyrus Arnold）飾演少年駕駛
- 澤諾·羅賓遜飾演棒球帽少年

## 製作
2012年改編電影《遜咖冒險王3》上映後，第四部真人電影的開發可能微乎其微。2012年，原作者傑夫·肯尼宣布有望根據《遜咖日記6：暴風雪驚魂》一書改編成動畫電影來作為下一部影視作品。在《遜咖日記8：神奇8號球》的訪談中，肯尼表示他正在與二十世紀福斯合作推出一部《暴風雪驚魂》的半小時特別節目，定於2014年底播出。雖然這個特別節目從未實現，但在2018年8月又有新項目計畫發表。二十世紀福斯CEO史泰西·史奈德表示，在肯尼決定不再允許該系列的任何真人改編後，一部改編動畫影集正在開發中。2019年8月，迪士尼收購21世紀福斯後，該項目被確認仍在開發中，成為串流媒體Disney+的獨家電影。
2020年12月，該項目被確認已在2020年迪士尼投資者日活動中改以重啟動畫長片。除此公告外，據透露，動畫製作已在進行中，暫定2021年年中推出。直到2021年9月，官方宣布本片改編自該系列的第一本書。史溫頓·史考特被宣布為導演，肯尼親自編劇並兼任製片人。布雷迪·諾（Brady Noon）、伊森·威廉·基爾德雷斯（Ethan William Childress）和克里斯·達瑪托普拉斯擔任配音員。約翰·帕薩諾被聘來擔任作曲家。
動畫製作由巴德爾娛樂負責。

## 發行
《遜咖冒險王》由二十世紀影業排定2021年12月3日上線Disney+。

## 外部連結
- 互联网电影数据库（IMDb）上《遜咖冒險王》的资料（英文）